# Список пеших туристических маршрутов национального парка Грейт-Смоки-Маунтинс

Национальный парк Грейт-Смоки-Маунтинс насчитывает более 150 пеших туристических троп различной степени сложности, общая протяжённость которых превышает 1300 км (800 миль), а также около 885 км (550 миль) маршрутов для верховой езды. Большая их часть была проложена рабочими из Гражданского корпуса охраны окружающей среды во времена Великой депрессии. В данном списке представлены наиболее посещаемые из них.

## Северо-запад (Кейдс-Коув — Таундсенд)
| Тропа                                  | Местонахождение         | Длина (в оба конца) | Максимальная высота над уровнем моря | Уровень сложности | Описание |
| -------------------------------------- | ----------------------- | ------------------- | ------------------------------------ | ----------------- | --- |
| Abrams Falls Trail                     | Кейдс-Коув              | 8 км (5 миль)       | 521 м (1710 футов)                   | 5,68 (средний)    | Это один из наиболее популярных маршрутов в Грейт-Смоки-Маунтинс. Тропа начинается возле кольцевой дороги Кейдс-Коув (Cades Cove) и ведёт вдоль ручья Абрамс (Abrams) к одноимённому водопаду, самому крупному на территории парка. Водопад впадает в небольшое озеро, в котором в жаркий летний день много купающихся. Согласно данным специализированного журнала Backpacker, тропа входит в десятку наиболее опасных в стране в связи со смертельными случаями, связанными с купанием. Ручей и водопад названы в честь индейского вождя Абрама (по другим данным, Абрахама), чьё поселение находилось в нескольких километрах вниз по течению.                                                                                               |
| Gregory Ridge Trail (через Кейдс-Коув) | Кейдс-Коув              | 18,3 км (11,4 мили) | 1508 м (4949 футов)                  | 17,34 (сложный)   | Тропа начинается от кольцевой дороги Кейдс-Коув и ведёт на лишённую древесной растительности («лысую») гору, получившую название Gregory Bald. Наибольшую известность маршрут получил благодаря зарослям цветущей азалии Rhododendron calendulaceum во второй половине июня в сочетании с панорамными видами. На последнем этапе маршрут объединяется с другой тропой — Gregory Bald Trail, ведущей на ту же вершину со стороны Parsons Branch Road. Второй маршрут более короткий, его длина в оба конца 14, 2 км (8,8 мили). |
| Lumber Ridge Trail                     | Таундсенд               | 13 км (8,1 мили)    | 823 м (2700 футов)                   | 11,15 (средний)   | Тропа проходит по территории, на которой вплоть до 1938 года находился офис лесозаготовительной компании Little River Lumber Company. Об этом напоминают железнодорожные отметки и старые просеки, по которым волочили древесину. Первые 3—4 км идёт интенсивный подъём, который затем сменяется почти ровной дорогой по гребню горы, с которого открываются виды на близлежащие долины и горные вершины. |
| Rich Mountain Loop                     | Кейдс-Коув              | 13,7 км (8,5 мили)  | 1125 м (3691 футов)                  | 11,97 (средний)   | Это кольцевая тропа, частично посыпанная гравием, возвышается над длиной Кейдс-Коув. Она начинается на широком лугу на дне долины и далее следует через лес с живописными видами на долину и близлежащий городок Таундсенд. Вдоль маршрута находится хижина, построенная в 1820-х годах первым на территории парка переселенцем ветераном англо-американской войны Джоном Оливером (John Oliver). Часть маршрута совпадает с другой тропой — Indian Grave Gap Trail. Тропа также известна большим разнообразием цветов, а также видами на долину Dry Valley, на которой стоит город Таундсенд. |
| Rocky Top Trail, Thunderhead Mountain  | Зона отдыха Кейдс-Коув  | 22,4 км (13,9 мили) | 1685 м (5527 футов)                  | 21,23 (сложный)   | Этот маршрут известен прежде всего панорамными видами гор в сторону Северной Каролины. В верхней части пути господствуют травянистые луга и заросли кустарников кальмии широколистной и вереска. |
| Schoolhouse Gap Trail                  | Таундсенд               | 6,3 км (3,8 мили)   | 668 м (2158 футов)                   | 4,83 (лёгкий)     | Достаточно простой маршрут с точки зрения перепада высот, ширина тропы и отсутствие узких переправ позволяет верховые прогулки. Большое разнообразие весенних цветов. |
| Spence Field Trail (через Кейдс-Коув)  | Зона пикника Кейдс-Коув | 21,2 км (13,2 мили) | 1499 м (4919 футов)                  | 15,98 (сложный)   | Кольцевой и достаточно популярный маршрут, берущий свой начало в зоне пикника в долине Кейдс-Коув. Тропа проходит через лес с гигантскими тсугой и тюльпанным деревом, несколько раз пересекает ручей Anthony Creek и в верхней точке выходит на широкий луг Spence Field, на котором растут кусты азалии, рябины американской, черёмухи поздней и других растений. |
| Chestnut Top Trail                     | Таундсенд               | 13,8 км (8,6 миль)  | 724 м (2374 фута)                    | 11,57 (средний)   | Примерно две трети маршрута состоят из довольно крутого подъёма в гору. Нижняя часть маршрута (примерно полтора километра) проходят через богатые плодородные почвы, на которых во второй половине марта — апреле цветёт большое количество цветов (по словам егеря парка, в один из дней апреля он наблюдал более 50 видов цветущих растений). Далее маршрут проходит по более засушливому гребню хребта через дубово-сосновый лес, где помимо различных видов дуба и сосны также можно встретить кальмию широколистную (Kalmia latifolia) и ростки каштана американского (взрослые деревья были поражены грибком в первой половине XX века и погибли). В конце маршрута тропа примыкает к другой туристической тропе — Schoolhouse Gap Trail. |

## Север (Гетлинбург — гора ЛеКонт)
| Тропа                                        | Местонахождение          | Длина (в оба конца) | Максимальная высота над уровнем моря | Уровень сложности | Описание |
| -------------------------------------------- | ------------------------ | ------------------- | ------------------------------------ | ----------------- | --- |
| Alum Cave Bluffs                             | Newfound Gap Road        | 7,4 км (4,6 миль)   | 1510 м (4955 футов)                  | Средний           | Один из наиболее популярных маршрутов, ведёт на отвесный утёс у горы ЛеКонт. На начальном участке, до так называемого «арочного камня» (Arch Rock), тропа проходит через реликтовый лес. Туннель арочного камня, выложенный каменными ступенями, имеет естественное происхождение. Далее тропа проходит по гребню, на которой открываются панорамные виды окрестных гор. |
| Baskins Creek Falls                          | Roaring Fork Motor Trail | 9,7 км (6,0 миль)   | 892 м (2927 футов)                   | Сложный           | Тропа ведёт через старое кладбище к живописному водопаду Baskins Creek Falls. |
| Brushy Mountain                              | Roaring Fork Motor Trail | 19 км (11,8 миль)   | 1505 м (4937 футов)                  | Средний           | Особенности маршрута — сохранившиеся строения конца XIX — начала XX веков, живописные панорамные виды с соснами на каменистом склоне, тсуговый лес, туннели из азалии и кальмии широколистной. Верхняя точка маршрута — вересковая пустошь с зарослями кальмии широколистной, рододендрона кэтевбинского (Rhododendron catawbiense), Leiophyllum buxifollium, гаультерии лежачей и каркаса западного. |
| Chimney Tops                                 | Newfound Gap Rd          | 6,4 км (4 мили)     | 1426 м (4677 футов)                  | Сложный           | Относительно короткий и очень популярный, но крутой маршрут, ведущий на скалистую гору Чимни-Топс. Дорога несколько раз пересекает ручей Road Prong с каскадами воды и выходит на округлую вершину с оголёнными скалами и панорамными видами на горы ЛеКонте, Кефарт и гребень хребта, известного как The Boulrvard. Весной маршрут также известен большим разнообразием первоцветов. |
| Grotto Falls                                 | Roaring Fork Motor Trail | 4,2 км (2,6 мили)   | 1151 м (3777 футов)                  | Средний           | Тропа ведёт через реликтовый тсуговый лес к живописному водопаду Grotto Falls, на котором вода падает с высоты 6 м в небольшое озеро. |
| Mt. LeConte (через Trillium Gap)             | Roaring Fork Motor Trail | 21,6 км (13,4 мили) | 2010 м (6593 футов)                  | Сложный           | Один из нескольких маршрутов, ведущих на гору ЛеКонт. Первая часть пути совпадает с тропой Grotto Falls к одноимённому водопаду, после чего путь становится более крутым и каменистым. Дорога проходит сначала через пышный лес, а затем через узкое ущелье травянистое Trillium Gap между вершинами ЛеКонт и Браши (Brushy Mountain). За ущельем снова начинается крутой подъём, проходящий через верещатник, елово-пихтовый лес и наконец выходит на вершину, на которой имеется небольшая гостиница, состоящая из коттеджей. |
| Mt. LeConte (через Rainbow Falls и Bullhead) | Roaring Fork Motor Trail | 21,9 км (13,6 мили) | 2010 м (6593 футов)                  | Сложный           | Ещё один маршрут, ведущий на гору ЛеКонт. На этот раз на первом этапе тропа ведёт на самый высокий в парке водопад Rainbow Falls, которая часто рассматривается как самостоятельный маршрут. Как и в предыдущем случае, основные достопримечательности маршрута — реликтовый лес и панорамные виды. Его отличительная особенность — обратный путь в ту же исходную точку можно проделать по другой тропе — Bullhead Trail. |

## Центр (гора Клингманс-Доум)
| Тропа                               | Местонахождение     | Длина (в оба конца) | Максимальная высота над уровнем моря | Уровень сложности | Описание |
| ----------------------------------- | ------------------- | ------------------- | ------------------------------------ | ----------------- | --- |
| Andrews Bald                        | Clingmans Dome Road | 5,8 км (3,6 миль)   | 1923 м (6310 футов)                  | Сложный           | Большая часть пути на самую высокую в парке «лысую» гору проходит по каменистой тропе через елово-пихтовый лес. Вершина горы, с которой открывается панорама гор, покрыта травянистой и кустарниковой растительностью. |
| Charlies Bunion                     | Newfound Gap        | 13,2 км (8,2 миль)  | 1866 м (6122 фута)                   | Средний           | Один из наиболее популярных маршрутов ведёт через тенистый елово-пихтовый лес на вершину горы Charlies Bunion, где открываются панорамные виды гор со стороны Северной Каролины.                                       |
| Mt. LeConte (через Boulevard Trail) | Newfound Gap        | 25,1 км (15,6 миль) | 2010 м (6593 фута)                   | Сложный           | Наиболее длинный маршрут на гору ЛеКонт, известен красивыми горными видами и реликтовым лесом. |